# الوتشلوي سفلي
الوتشلوي سفلي هي قرية في مقاطعة تكاب، إيران. يقدر عدد سكانها بـ 514 نسمة بحسب إحصاء 2016.